# Caragana fruticosa
Caragana fruticosa är en ärtväxtart som först beskrevs av Pall., och fick sitt nu gällande namn av Wilibald Swibert Joseph Gottlieb von Besser. Caragana fruticosa ingår i släktet karaganer, och familjen ärtväxter. Inga underarter finns listade i Catalogue of Life.